# Пилас
Пилас (на испански: Pilas) е населено място и община в Испания. Намира се в провинция Севиля, в състава на автономната област Андалусия. Общината влиза в състава на района (комарка) Ел Алхарафе. Заема площ от 45.94 km². Населението му е 13 509 души (по преброяване от 2010 г.). Разстоянието до административния център на провинцията е 32 km.

## Демография
| 1996   | 1998   | 1999   | 2000   | 2001   | 2002   | 2003   | 2004   | 2005   | 2006   |
| ------ | ------ | ------ | ------ | ------ | ------ | ------ | ------ | ------ | ------ |
| 11 122 | 11 155 | 11 221 | 11 289 | 11 421 | 11 443 | 11 654 | 11 730 | 11 918 | 12 171 |